# Culex rajah
Culex rajah is een muggensoort uit de familie van de steekmuggen (Culicidae). De wetenschappelijke naam van de soort is voor het eerst geldig gepubliceerd in 1989 door Tsukamoto.
De soort is een nepenthebiont; de larven ontwikkelen zich vrijwel alleen in de vangbekers van Nepenthes-planten.